# Fondation Carisbo
La fondation Carisbo est une organisation philanthropique italienne créée le 21 décembre 1991 par la scission de la banque en une société à responsabilité limitée et une fondation bancaire, dont la Fondation de la Caisse d’Épargne de Bologne est la branche culturelle.
La fondation était le principal fondateur du groupe bancaire Casse Emiliano Romagnole, qui a fusionné avec Cardine Banca en 2000. En 2002, le groupe a fusionné avec la banque Sanpaolo. Au 31 décembre 2006, la fondation était le troisième actionnaire de Sanpaolo avec 5,54 %. 
Au 31 décembre 2014, la fondation détenait 1,979 % des actions d'Intesa Sanpaolo, et ses fonds propres s’élevaient à 755 008 584 euros
La fondation était l’un des fondateurs de la Bologna Business School. À Bologne, elle exploite également une galerie d'art dans l’ancienne église San Giorgio in Poggiale ainsi qu'un musée dans le Palazzo Pepoli Vecchio, et soutient la Bibliothèque italienne des femmes.

## Source
- (en) Cet article est partiellement ou en totalité issu de l’article de Wikipédia en anglais intitulé « Fondazione Carisbo » (voir la liste des auteurs).